# Yttrium(III)-sulfid
Yttrium(III)-sulfid ist eine anorganische chemische Verbindung des Elementes Yttrium mit Schwefel und zählt zur Gruppe der Sulfide.

## Gewinnung und Darstellung
Yttrium(III)-sulfid kann durch Reaktion von Yttrium(III)-oxid mit Schwefelwasserstoff bei 1460 °C gewonnen werden.
{\displaystyle {\ce {Y2O3 + 3 H2S -> Y2S3 + 3 H2O}}}
Ebenfalls möglich ist die Darstellung durch Umsetzung von elementarem Yttrium mit Schwefel in einem evakuierten Glasrohr, welches in einen 2-Zonen-Ofen eingebracht wird. Die Zonentemperaturen liegen bei 400 °C und 100 °C. Nachdem sämtlicher Schwefel abreagiert ist, wird die Ampulle bei 1000 °C getempert und man erhält die Verbindung in polykristalliner Form:
{\displaystyle {\ce {2 Y + 3 S -> Y2S3}}}

## Eigenschaften
Yttrium(III)-sulfid ist ein feuchtigkeitsempfindlicher gelber Feststoff. Es hat eine kubische Kristallstruktur und eine Bandlücke von 2,58 eV. Yttrium(III)-sulfid wird in der Röhrentechnik und in Halbleiterindustrie (zur Dotierung) verwendet.